# Tisya Mukuna
 (mars 2022).
Tisya Mukuna née en République démocratique du Congo est une jeune entrepreneure congolaise, fondatrice et directrice de « la Boite » SARL, une entreprise qui évolue dans différents projets dont principalement l'agriculture du café en République démocratique du Congo,,,.

## Biographie
Tisya Mukuna née en République démocratique du Congo en 1992, à l’âge d’un an, elle et toute sa famille s’installent en France.
Détentrice d’un master en marketing de l’institut d’économie scientifique et de gestion puis un Master of business administration en 2017 à Shanghai international studies university en Chine ,,.
Après ses études, elle décide de rentrer dans son pays natal et de s’y installer, inspirée par son père, lui qui est dans le domaine de l’élevage et de la pisciculture. Elle se lance dans la culture du café parce qu'elle aime les plantations. Et en 2018, elle crée une entreprise qu’elle surnomme « la Boite »,. Elle fonctionne comme une boite à idées dont la devise est «ensemble, on est plus forts». Des difficultés rencontrées dans la main d’œuvre ne la découragent pas. Mariée on est obligée d’équilibrer entre le foyer et le travail ; elle déclare qu'il est injuste selon elle de croire qu’une femme ne peut pas réussir seule. Tant que l’on croit en son projet, tous les défis sont surmontables.

### Café la Kinoise
Café 100 % congolais planté à Kinshasa la ville province de la République Démocratique du Congo, précisément dans la commune de Mont-Ngafula.
Ayant appris que le café ne pousse pas à Kinshasa, Tisya Mukuna relève un grand défi : en 2019 elle récolte trois tonnes de café dont 90% d’arabica et 10% de robusta. Le café la Kinoise est lauréate du concours de plans d'affaires COPA organisé en 2020 par le gouvernement congolais, financé par la banque mondiale la PADMPME,.
Si plusieurs agriculteurs ont choisi d'exporter leur production du café brut, elle par contre fait l'exception, son but principal est que le café soit la boisson à part entière et à pousser les Congolais de consommer le produit made in Congo.